# 綻放於路途上的夢之花
《綻放於路途上的夢之花》（日语：道は手ずから夢の花）是日本二人組合近畿小子的第37張單曲，於2016年11月2日由傑尼斯娛樂唱片公司發行。

## 概要
- 近畿小子第37張單曲，請到日本創作女歌手安藤裕子量身訂製新歌〈綻放於路途上的夢之花〉，歌曲中將人生路途比喻為夢之花，包含著「盡情享受自我人生」的訊息， 是一首獻給與近畿小子同樣30世代男女的中版抒情曲。將異國風與日本和風完美調和的樂曲，充滿濃濃的近畿小子色彩。
- 同時推出初回版A、初回版B、普通版，封面各不同。
- 初回版A(CD+DVD) 附贈特典DVD，內容收錄〈綻放於路途上的夢之花〉音樂錄影帶&幕後花絮，影像總長約13分鐘。
- 初回版B(CD+DVD) 加收曲目〈圍巾〉，並附贈特典DVD〈花與花〉，內容包括本人超認真搞笑挑戰演出特別版PV，歌迷必見！
- 普通版(CD ONLY)加收曲目〈Pure Soul〉、〈Puzzle〉！
- 本單曲延續紀錄，成為自出道以來新入Oricon銷量榜即奪取週間第一位的連續第37張單曲。初動共17.6萬張[2]。

## 收錄歌曲

### 初回版A
1. 綻放於路途上的夢之花（道は手ずから夢の花）
  - 作詞：安藤裕子
  - 作曲：安藤裕子
  - 編曲：松本良喜
2. 綻放於路途上的夢之花 -Backing Track-

#### DVD
1. 綻放於路途上的夢之花 Music Clip & Making

### 初回版B
1. 綻放於路途上的夢之花
2. 圍巾（マフラー）
  - 作詞：久保田洋司
  - 作曲：Fredrik “Figge” Bostrom・Lasse Andersson
  - 編曲：Fredrik “Figge” Bostrom・Lasse Andersson

#### DVD
1. 花與花

### 通常版
1. 綻放於路途上的夢之花
2. Pure Soul
  - 作詞：堂島孝平
  - 作曲：原一博
  - 編曲：堂島孝平
  - 弦樂編排：sugarbeans
3. Puzzle
  - 作詞：Shinpei
  - 作曲：Shinpei
  - 編曲：安部潤、Shinpei

## 外部連結
- 道は手ずから夢の花 - KinKi Kids (Johnny's Net) （页面存档备份，存于）
- 道は手ずから夢の花 - KinKi Kids (Johnny's Entertainment) （页面存档备份，存于）